# Zakraj, Bloke
Zakraj je naselje v Občini Bloke.